# 4474 Proust
För andra betydelser, se Proust.
4474 Proust eller 1981 QZ2 är en asteroid i huvudbältet som upptäcktes den 24 augusti 1981 av den belgiske astronomen Henri Debehogne vid La Silla-observatoriet. Den är uppkallad efter Dominique Proust.
Asteroiden har en diameter på ungefär 13 kilometer och den tillhör asteroidgruppen Themis.